# 김형중
김형중(1973년 4월 22일 ~ )은 대한민국의 가수이다. 그룹 EOS의 멤버이며 토이(Toy)의 객원 보컬로 활동했다. 2015년, 김형중의 소속사 슈가타운엔터테인먼트가 김형중과 SBS 이선아PD와의 10년 교제를 공식 발표했는데, 두 사람은 서로 《뮤직하이》 DJ와 PD로 같이 호흡을 맞추면서 알게 된 사이이며 2015년 12월 5일 결혼식을 올렸다.
2024년부터 cpbc FM 프로그램 《음악이 있는 저녁 풍경 김형중입니다》의 진행을 맡고 있다.

## 학력
- 서울방이초등학교 졸업
- 방이중학교 졸업
- 잠실고등학교 졸업
- 서울예술대학교 방송영상(방송연예) 졸업

## 음반 활동

### 정규 음반
- 1집 - Kim Hyung Joong 1 (2003년)
- 2집 - Kim Hyung Joong Vol.2 (2004년)
- 3집 - The Dream Of Heaven (2006년)
- 4집 - Polaroid (2009년)
- 5집[주 1] - Best & Last (2013년)

### 싱글
- Girl (2012년)
- Color Orange (2010년)
- Holiday (2009년)
- 동화 (2007년)
- 이렇게 눈이 와 (2005년)
- 영 <[Zero]> (With 빅브라더 프로젝트, 2015년)
- I Will (With 베이지, 2015년)
- Running With The Night (With 써커스백, 2016년)
- 고마워요 내 사랑 (2016년)
- Chaewool Project Vol.3 - 너랑나랑사랑 (With 채울, 2019년)

### 참여 음반
- 장혜진 X 하동균 X 김형중 X LA박피디 - Unfinished Job part.1 (2020년)
  - 첫눈이 눈물 되어 나를 보낸다
- 《왜그래 풍상씨》 O.S.T Part 3 (2019년)
  - 유일한 사람
- 《아버지가 이상해》 O.S.T Part 3 (2017년)
  - My Heart
- 《퐁당퐁당 Love》 O.S.T Part 2 (2015년)
  - 너에게 퐁당
- 《위대한 조강지처》 O.S.T Part 6 (2015년)
  - 그런 사람
- 《호구의 사랑》 O.S.T Part 2 (2015년)
  - 니가 내 이름을 불러준다면
- 《불의 여신 정이》 O.S.T Part 6 (2013년)
  - 혼잣말
- 《26년》 O.S.T (2012년)
  - 꽃
- 프로젝트 프렌즈 (2011년)
- Jelly Christmas (2010년)
- 우리 집에 왜 왔니 O.S.T (2008년)
  - 다시 시작해
- 《쾌도 홍길동》 O.S.T (2008년)
  - 푸른 별
- 윤상 - Song Book (2008년)
  - 이별 없던 세상
- 토이 6집 - Thank You (2007년)
  - 크리스마스 카드
- 《러브 인 카푸치노》 O.S.T (2007년)
  - Love in Cappucchino
- 015B - CLUSTER Vol. 1 (2007년)
  - 받은 만큼만 해주기
- 《레인보우 로망스》 O.S.T (2006년)
  - 사랑이 되어줄래?
- 《미녀는 괴로워》 O.S.T (2006년)
  - 바보처럼
- 진추하 - Fly Our Dreams 2집 (2006년)
  - One Summer Night (English Ver.)
- 《백만송이 장미》 O.S.T (2004년)
  - 다시 태어난 거죠
- The Best Of The 여행스케치 1989~2003 (2003년)
  - 기분 좋은 상상 (With:이본)
- 토이 5집 - Fermata (2001년)
  - 좋은 사람
- 토이 4집 - A Night In Seoul (1999년)
  - 못 다한 나의 이야기
  - 남겨진 사람들
- 윤상 2집 - Part Ⅱ (1993년)
  - 소년(少年)

### 가요 프로그램 1위
| 연도            | 수상 내역 (총 4회) |
| --------------- | --- |
| 2003년 (총 4회) | - 그랬나봐 (총 4회) - 3월 26일 MBC 《음악캠프》 1위 - 4월 5일 MBC 《음악캠프》 1위 (2주 연속) - 4월 12일 MBC 《음악캠프》 1위 (3주 연속) - 4월 19일 MBC 《음악캠프》 1위 (4주 연속) |

## 가수 외 활동

### 예능
- 2015년 MBC 《미스터리 음악쇼 복면가왕》 - 빛의 전사 샤방스톤
- 2018 JTBC 《투유 프로젝트 슈가맨 2》 17회

### 라디오
- 1994년 KBS FM 《김형중의 가위바위보》
- 2003년 MBC FM4U 《김형중의 라디오 천국》 진행
- 2006년~2007년 SBS 파워FM 《김형중의 뮤직하이》 진행
- 2016년~2017년 KBS 해피FM 《김형중의 탐나는 6시》
- 2019년 SBS 러브FM 《한낮의 BGM》
- 2019년~2023년 KBS 월드 라디오 《김형중의 음악세상》
- 2023년~2024년 cpbc FM 《2시N뮤직, 김형중입니다》
- 2024년~ cpbc FM 《음악이 있는 저녁 풍경 김형중입니다》

### CF
- 2004년 해태제과 에이스 (노래)

## 같이 보기
- 윤상
- 토이(유희열)
- 김연우
- 변재원
- 이장우
- 조성민

### 내용주
1. ↑  정규 앨범이지만 베스트 앨범의 성향도 띄고 있는 앨범이다.